# White Lie
White Lie (bra: Mentira Nada Inocente) é um filme de drama escrito e dirigido por Yonah Lewis e Calvin Thomas. É estrelado por Kacey Rohl como Katie Arneson, uma estudante universitária que simula um diagnóstico de câncer pela atenção e ganho financeiro, mas é pega e tem que manter sua mentira. Foi lançado no Festival Internacional de Cinema de Toronto de 2019, e teve sua estreia internacional no 24º Festival Internacional de Cinema de Busan. No Brasil, foi lançado pela Elite Filmes através do Looke em 9 de setembro de 2021.

## Elenco
- Kacey Rohl - Katie Arneson
- Amber Anderson - Jennifer Ellis
- Martin Donovan - Doug Arneson
- Thomas Olajide - Dr. Jabari Jordan
- Connor Jessup - Owen
- Sharon Lewis - Colette
- Christine Horne - Julia Stansfield
- Darrin Baker - Dr. Becker
- Zahra Bentham - Kadisha
- Lanette Ware - Dr. Platt
- Carolina Bartczak - Magda

## Recepção
No agregador de críticas Rotten Tomatoes, na pontuação onde a equipe do site categoriza as opiniões da grande mídia e da mídia independente apenas como positivas ou negativas, tem um índice de aprovação de 92% calculado com base em 24 comentários dos críticos. Por comparação, com as mesmas opiniões sendo calculadas usando uma média aritmética ponderada, a nota alcançada é 8,3/10.
Em outro agregador, o Metacritic, que calcula as notas das opiniões usando somente uma média aritmética ponderada de determinados veículos de comunicação em maior parte da grande mídia, tem uma pontuação de 81/100, alcançada com base em 6 avaliações da imprensa anexadas no site, com a indicação de "aclamação universal".